# Jacques Rauter
Pour les articles homonymes, voir Rauter.
Jacques Frédéric Rauter est un juriste et homme politique français né le 27 juin 1784 à Strasbourg (Bas-Rhin) et mort le 27 février 1854 à Strasbourg.

## Biographie
Docteur en droit en 1812, il est avoué puis avocat à Strasbourg. Il est professeur suppléant en 1819, puis titulaire en 1825 de procédure civile et de législation criminelle à Strasbourg. Conseiller municipal en 1831, il est député du Bas-Rhin de 1834 à 1837, siégeant dans la majorité soutenant la Monarchie de Juillet. En 1837, il est doyen de la faculté de droit de Strasbourg, membre du conseil académique, et membre, de 1841 à 1848, du consistoire général de la confession d'Augsbourg. Il est l'auteur de nombreux articles de jurisprudence dans les revues allemandes et françaises.

## Sources
- « Jacques Rauter », dans Adolphe Robert et Gaston Cougny, Dictionnaire des parlementaires français, Edgar Bourloton, 1889-1891 [détail de l’édition]